# 第107ロケット砲兵旅団 (ウクライナ陸軍)
第107ロケット砲兵旅団（だい107ロケットほうへいりょだん、ウクライナ語: 107-ма реактивна артилерійська бригада）は、ウクライナ陸軍の旅団。陸軍司令部隷下。
ウクライナ軍で最も秘密主義の砲兵部隊のひとつとされ、前線の広範囲をカバーしていたが、後年公表されるまでは位置が露呈しないよう基本的に配置場所は秘匿されていた。

## 概要

### 第二次世界大戦
1942年12月16日、第二次世界大戦の影響に伴い、赤軍第67榴弾砲旅団としてロシア・ソビエト連邦社会主義共和国モスクワで創設され、独ソ戦で枢軸国に勝利し、2等クトゥーゾフ勲章、名誉称号「レニングラード」を授与された。
1945年戦後、ウクライナ・ソビエト社会主義共和国、ハンガリー共和国に移駐した。

### 冷戦期
1967年10月、第6親衛戦車軍隷下に配属され、第107ミサイル旅団に改編された。

### ウクライナ陸軍
1991年12月、ソビエト連邦の崩壊とウクライナの独立で創設されたウクライナ陸軍に編入した。
2006年6月、部隊縮小に伴い、第107ロケット砲兵連隊に改編された。

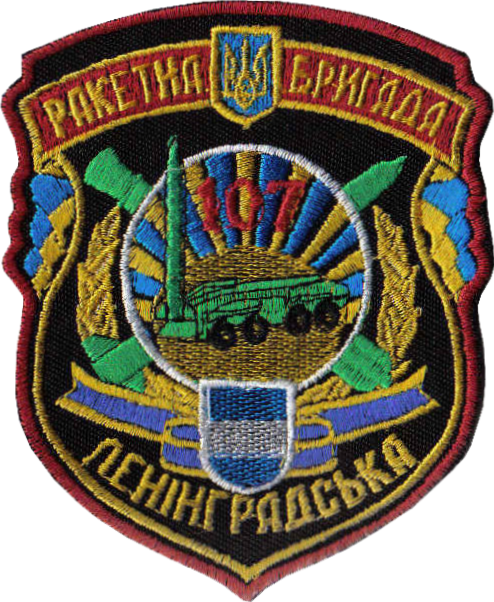
第107ミサイル旅団章
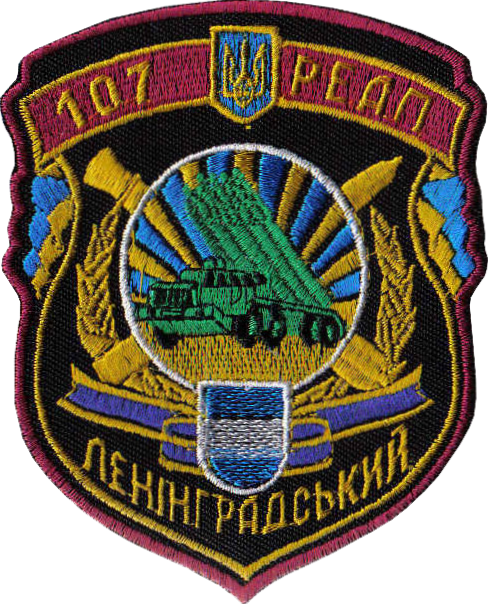
旧第107ロケット砲兵連隊章

### ドンバス戦争
2014年3月、ロシアのクリミア侵攻でクリミア自治共和国と接する南部ヘルソン州に配備された。4月からドンバス戦争で東部ドネツィク州に再配置された。
2019年1月、部隊増強に伴い、第107ロケット砲兵旅団に改編された。

第107ロケット砲兵連隊章
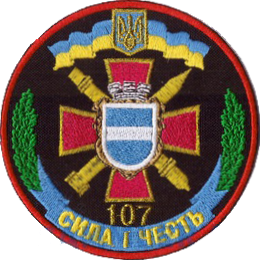
旧第107ロケット砲兵旅団章

### ロシアのウクライナ侵攻
2022年2月24日、ロシアのウクライナ侵攻でイギリス、ノルウェー、フランス、ドイツ、イタリア供与の多連装ロケットシステムMLRSが配備された。北部キーウ州、チェルニーヒウ州、北東部ハルキウ州に配備され、6月にズミイヌイ島、9月にハルキウ州の大部分解放に貢献した。
2022年12月11日、ウォロディミル・ゼレンスキー大統領より、名誉称号「クレメンチューク」を授与された。

#### 東部・バフムート戦線
2023年1月、激戦地の東部ドネツィク州バフムート地区に再配置され、バフムート北のソレダル方面に展開した。

#### 東部・アウディーイウカ戦線
2023年10月、東部ドネツィク州ポクロウシク地区に再配置され、アウディーイウカ方面に展開した。
2024年12月4日、ウォロディミル・ゼレンスキー大統領より勇気と勇敢さに対する栄誉賞を授与された。

## ギャラリー

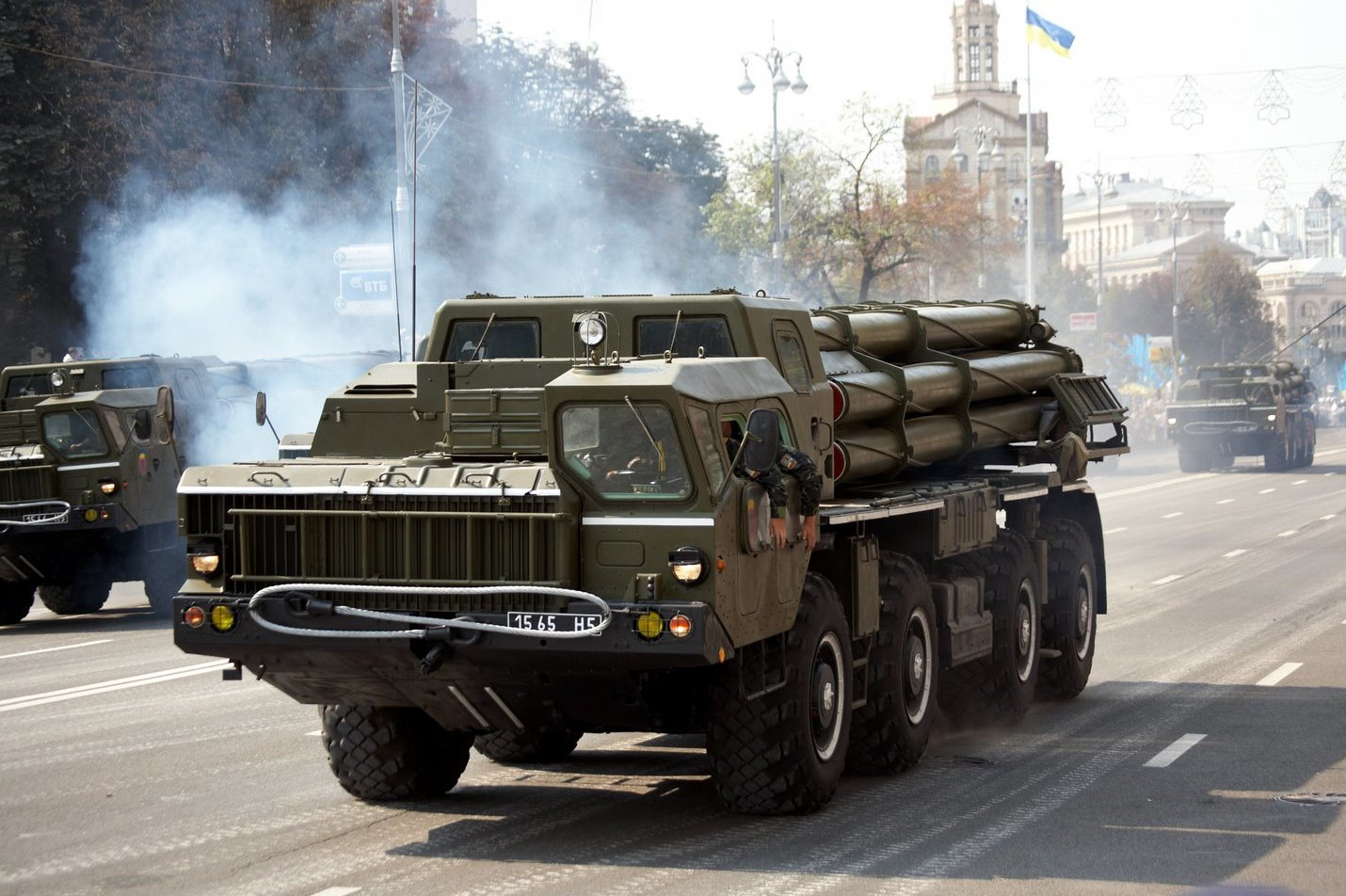
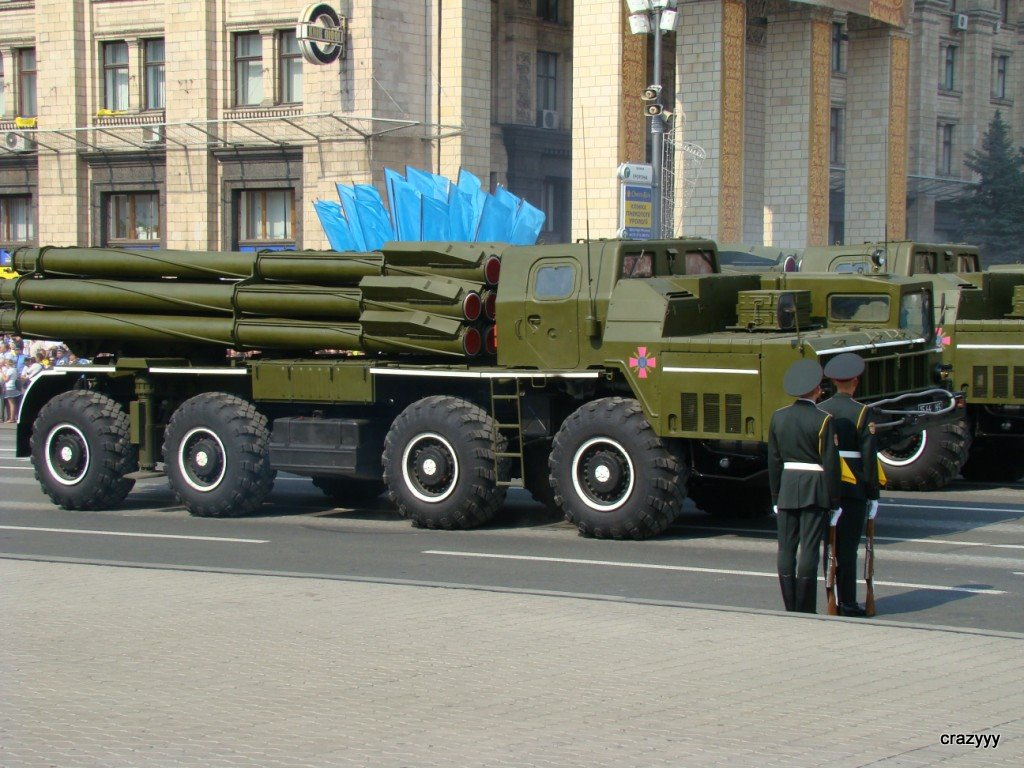
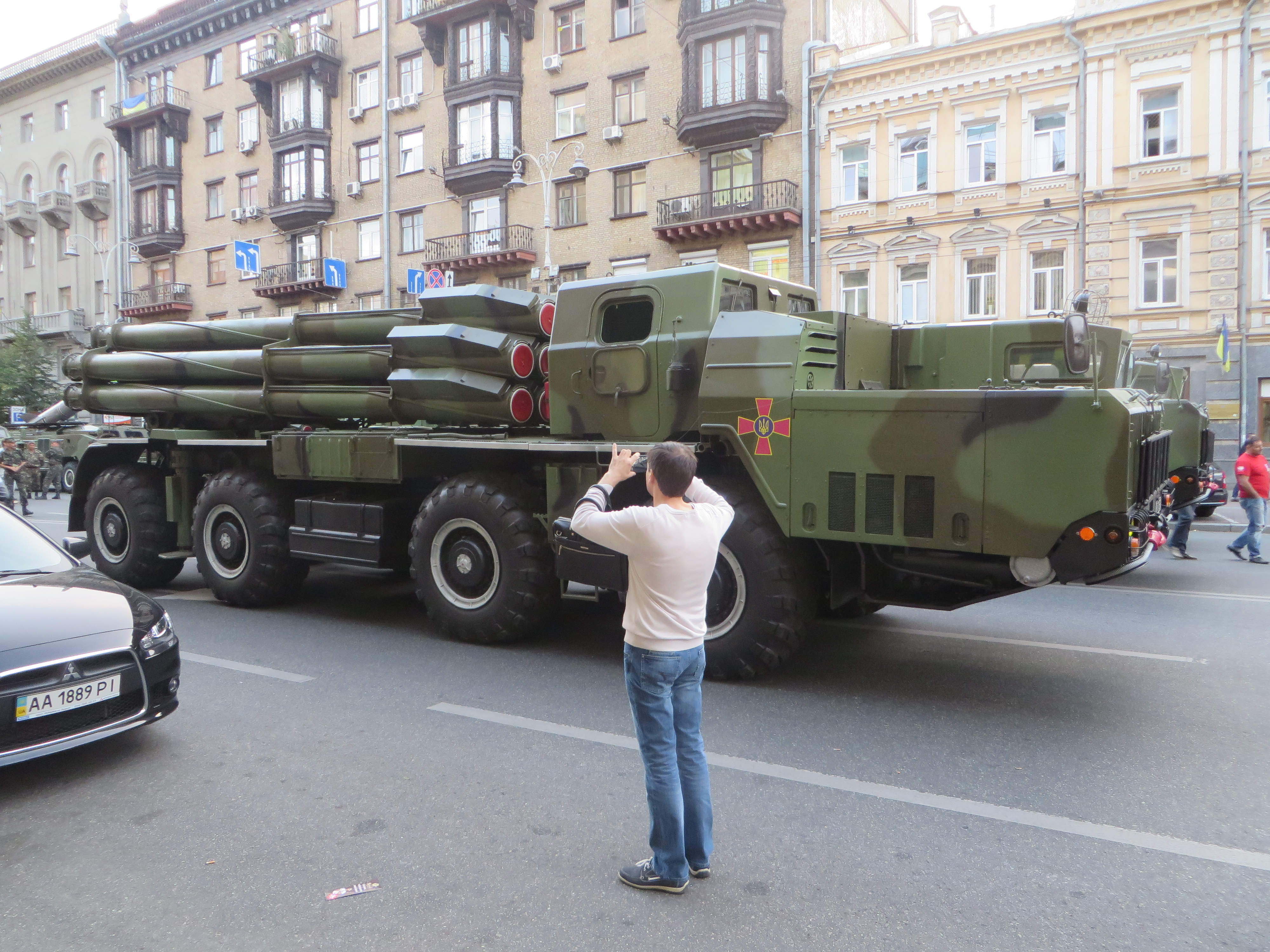
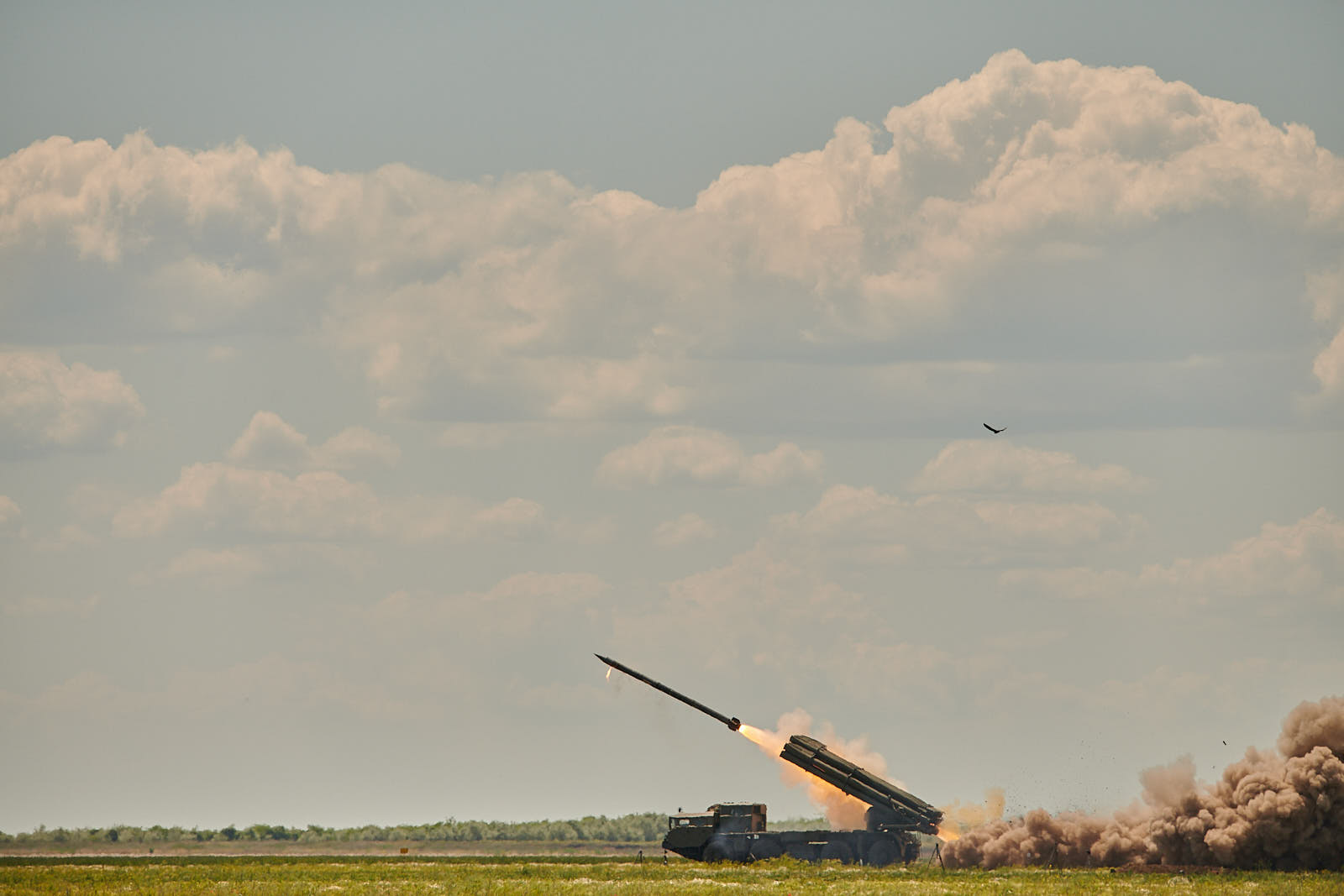
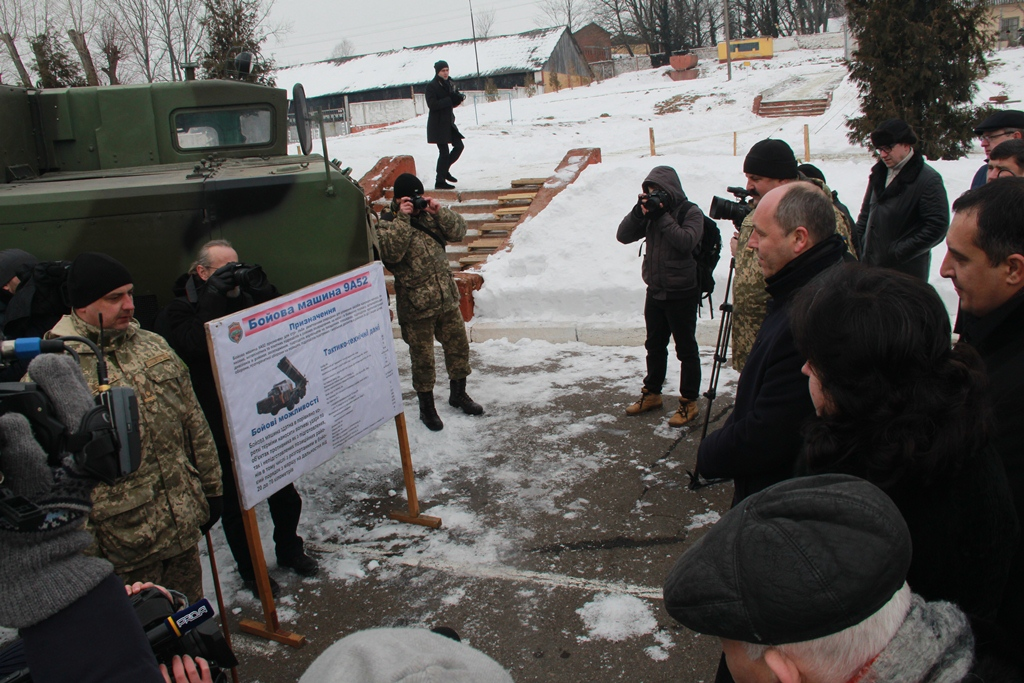
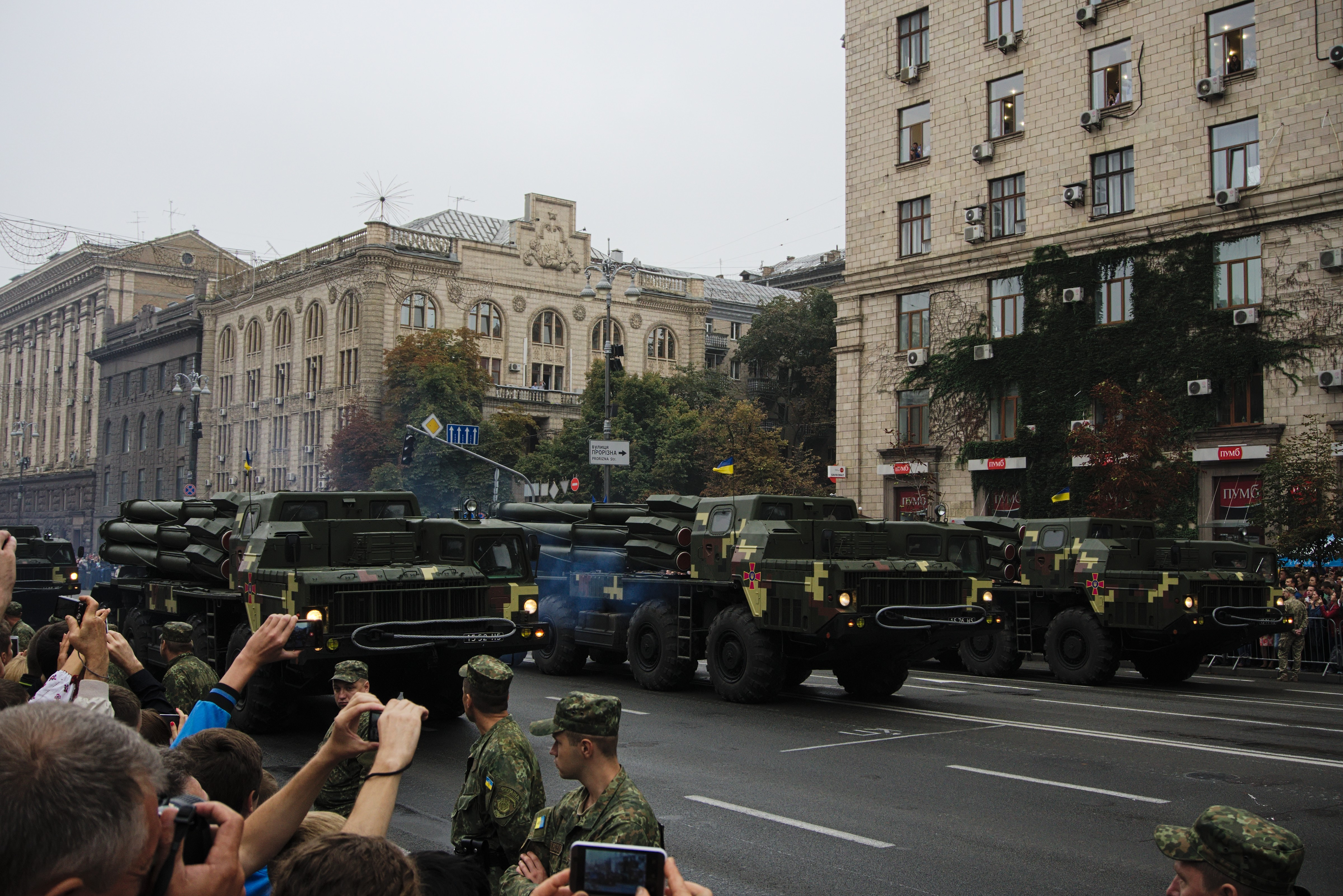

## 編制
- 旅団司令部（クレメンチューク）
- 第1ロケット砲大隊
- 第2ロケット砲大隊
- 第3ロケット砲大隊
- 第4ロケット砲大隊
- 砲兵偵察大隊

- 工兵中隊
- 整備中隊
- 兵站中隊
- 通信中隊
- レーダー中隊
- NBC防護中隊
- 衛生中隊